# Nabila Rmili

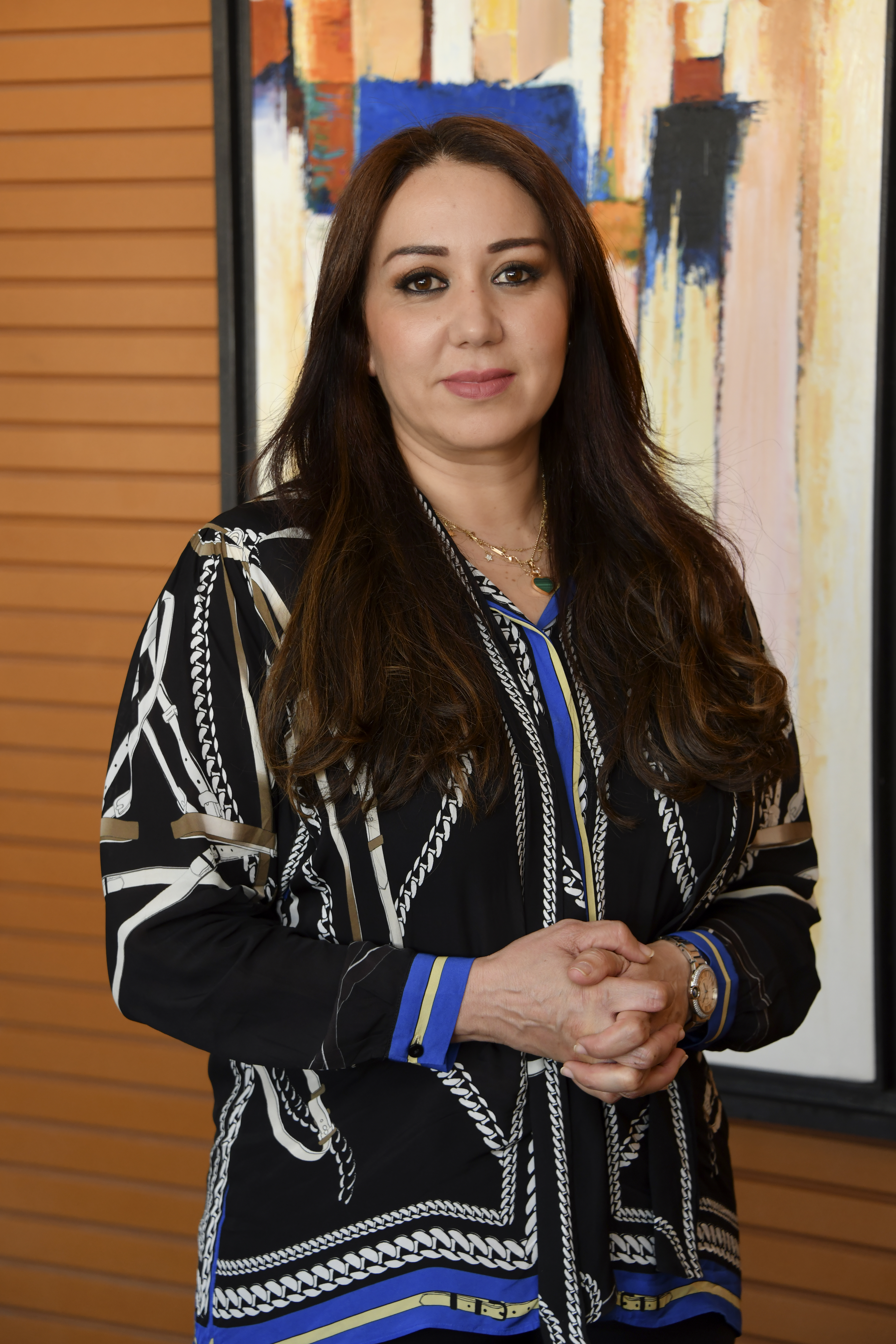

Nabila Rmili (geboren 5. Juni 1974) ist eine marokkanische Ärztin und Politikerin der Nationalen Versammlung der Unabhängigen (RNI). Im September 2021 wurde sie zur Bürgermeisterin von Casablanca gewählt.

## Leben
Nach ihrem Medizinstudium an der medizinischen Fakultät Universität Hassan II. Casablanca arbeitete Rmili von 2002 bis 2005 als Ärztin in Ouzzane. Zwischen 2006 und 2010 war sie Leiterin der Gesundheitsabteilung für Jugendliche in Anfa. Als Ärztin war sie zwischen 2010 und 2014 Gesundheitsdelegierte des Gesundheitsministeriums für den Bezirk Ben M'sik und hatte zwischen 2014 und 2017 nämlichen Posten für Anfa inne. Seit 2017 ist sie außerdem Generaldirektorin für Gesundheit der Region Casablanca-Settat.

## Politische Karriere
Rmili ist Mitglied des politischen Büros des RNI und Vizepräsidentin des Gemeinderats von Casablanca. Nach dem Erfolg ihrer Partei bei den marokkanischen Parlamentswahlen 2021 wurde sie vom Gemeinderat zur Bürgermeisterin von Casablanca gewählt. Im Oktober 2021 wurde Rmili zur Gesundheitsministerin im Kabinett von Aziz Akhannouch ernannt, bereits am 14. Oktober verkündete der marokkanische König Mohammed VI., dass dieser Posten auf ihren Wunsch mit dem Vorgänger Rmilis besetzt werden würde, da Rmili sich auch ihre Aufgaben als Lokalpolitikerin für die Region Casablanca konzentrieren könne.
Seit 2021 hat sie den Posten als Bürgermeisterin von Casablanca inne. Dabei befürwortete sie Subventionen für den Nahverkehr (um zu Preisanpassungen zu verhindern) und verbot das Befahren der Straßen mit Esel- oder Pferdewagen, welche ihrer Meinung nach die Stadt verschmutzen würden.